# Grijsbandspinner
De grijsbandspinner (Trichiura crataegi) is een nachtvlinder uit de familie Lasiocampidae (spinners).
De soortaanduiding crataegi verwijst naar Crataegus (meidoorn), door auteur Linnaeus genoemd als waardplanten.

## Beschrijving
De voorvleugellengte bedraagt tussen de 14 en 17 millimeter. De basiskleur is lichtgrijs, met een donkerder middenband over de voorvleugel met nog donkerder randen. De achterste rand is gegolfd. Het mannetje heeft gekamde antennes.

## Levenscyclus
de grijsbandspinner gebruikt diverse loofbomen als waardplanten. Het ei overwintert. De rups is te vinden van mei tot juli. De imago vliegt vervolgens van halverwege augustus tot in september.

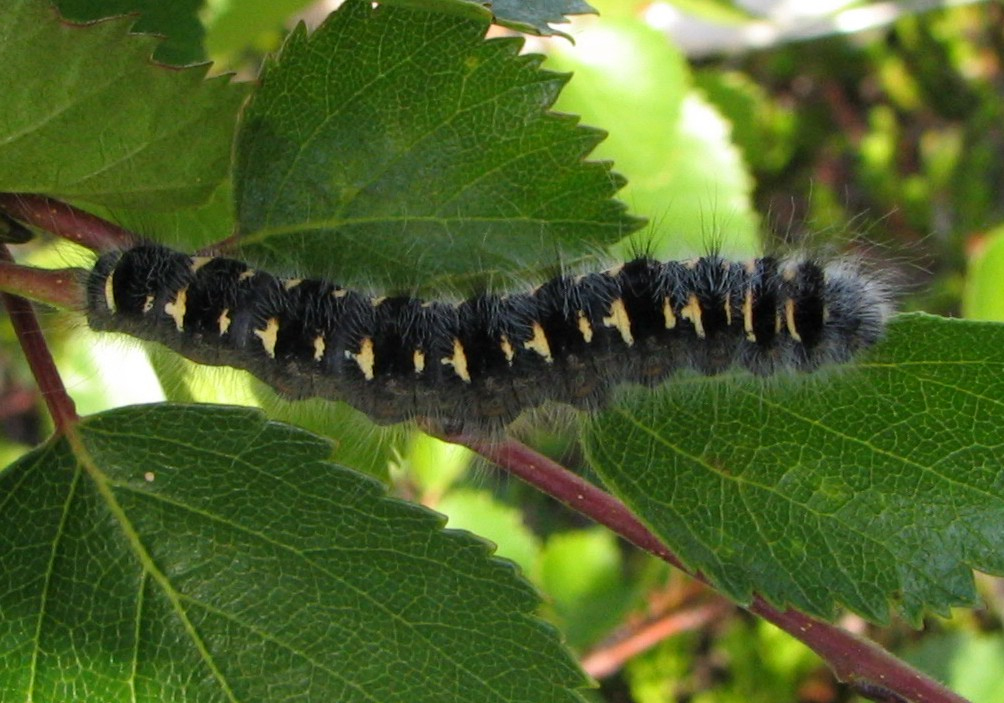
Rups
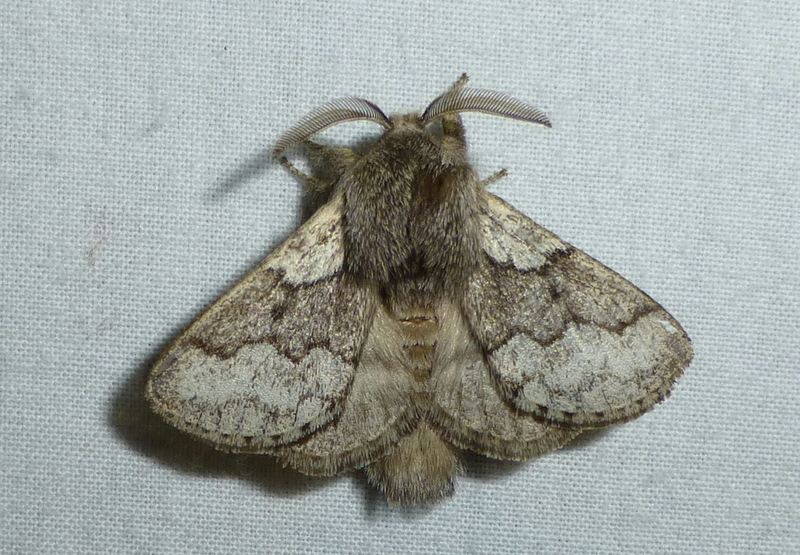
Mannetje

## Voorkomen
De grijsbandspinner komt in Europa voor. Het is in Nederland een zeldzame en in België een niet zo gewone soort.